# Nouilles qui traversent le pont
Les nouilles qui traversent le pont (chinois : 过桥米线 ; pinyin : guò qiáo mǐxiàn) sont une soupe de nouilles de riz. C'est un plat traditionnel chinois, originaire du Yunnan.

## Histoire
L'histoire de ce plat n'est pas précisément connue. Une hypothèse répandue situe son origine à Mengzi, durant le règne de la dynastie Qing.
Selon la légende, un étudiant se serait isolé sur une petite île pour préparer les examens impériaux et sa femme lui apportait ses repas chaque jour. L'accès à l'île se faisant par la traversée d'un long pont, les plats étaient déjà froids lorsque l'étudiant les recevait. Mais, un jour où elle avait préparé une soupe de poulet, elle se rendit compte que le plat était toujours chaud après la traversée, la graisse de poulet ayant conservé la chaleur du plat. Après cela, elle prit l'habitude de préparer un bouillon de poulet et d'emmener des ingrédients, parmi lesquels des pâtes de riz, qu'elle ajoutait au bouillon une fois le pont traversé, afin que son mari puisse manger des repas chauds. Une fois les examens terminés, le récit du dévouement de la femme se serait propagé, et le nom, 过桥米线 (« nouilles de riz qui traversent le pont »), serait devenu populaire ; la recette se serait améliorée avec le temps.

## Description
Le bouillon est à base de poulet et de porc. Y sont ajoutés des morceaux de viande, des légumes et des nouilles de riz. Après quelques minutes de cuisson, une couche d'huile remonte à la surface du bouillon.